# Ekpedz

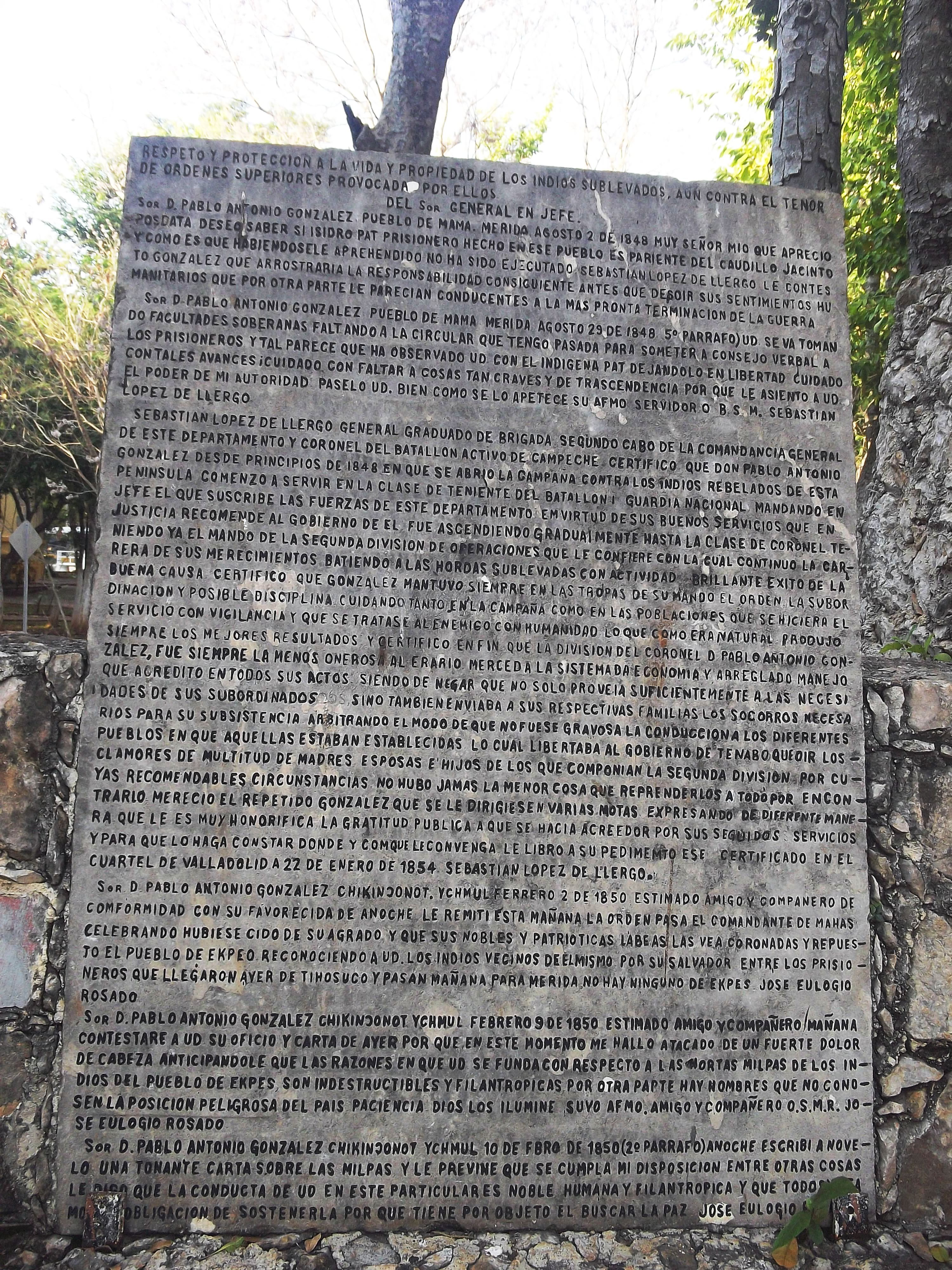
Piedra grabada que narra un episodio de la Guerra de Castas ocurrido en Ekpedz (EKPES).

Ekpedz es una localidad del municipio de Tixcacalcupul en el estado de Yucatán, México.

## Toponimia
El nombre (Ekpedz) proviene del idioma maya.
No se sabe exactamente el significado del nombre por lo que existen muchas teorías, algunos dicen que su nombre significa estrella (ek') aplastada (pedz), también se piensa que puede significar trampa (pedz) obscura (ek). La palabra "ek" es la contracción de ekhochheen, que si es obscuridad; simplemente la sílaba ek, equivale a negro u obscuro.

## Hechos históricos
- En 1932 pasa del municipio de Valladolid al de Tixcacalcupul.
- En 1980 cambia su nombre de Ehpedz a Ekpedz.

## Demografía
Según el censo de 2005 realizado por el INEGI, la población de la localidad era de 1235 habitantes, de los cuales 634 eran hombres y 601 eran mujeres.
| 78                          | 251 | 315 | 350 | 430 | 610 | 811 | 902 | 1054 | 1235 |
| (Fuente: INEGI [Consultar]) |     |     |     |     |     |     |     |      |      |